# Рыбниковский сельский совет
Рыбниковский сельский совет (укр. Рибниківська сільська рада) — входит в состав
Бережанского района
Тернопольской области
Украины.
Административный центр сельского совета находится в 
с. Рыбники.

## Населённые пункты совета
- с. Рыбники
- с. Новая Гребля